# Fort du Mont Bart
Fort du Mont Bart ligger i södra Montbéliard, Frankrike. Fortet byggdes mellan november 1874 och juli 1877 som en del av Séré de Rivières-systemet. Det ligger på 497 meters höjd över floderna Doubs och Allans dalgångar, söder om den befästa Belfort-regionen och kontrollerar vägen till Besançon. Fortet byggdes för att förhindra att fienden att ta sig förbi Belfort-forten. 
Mest kännetecknande för Fort du Mont Bart är dess inre gata, som ursprungligen byggdes som en nedsänkt innergård utan tak, men som täcktes med förstärkt betong före första världskriget. 

## Strategiskt läge

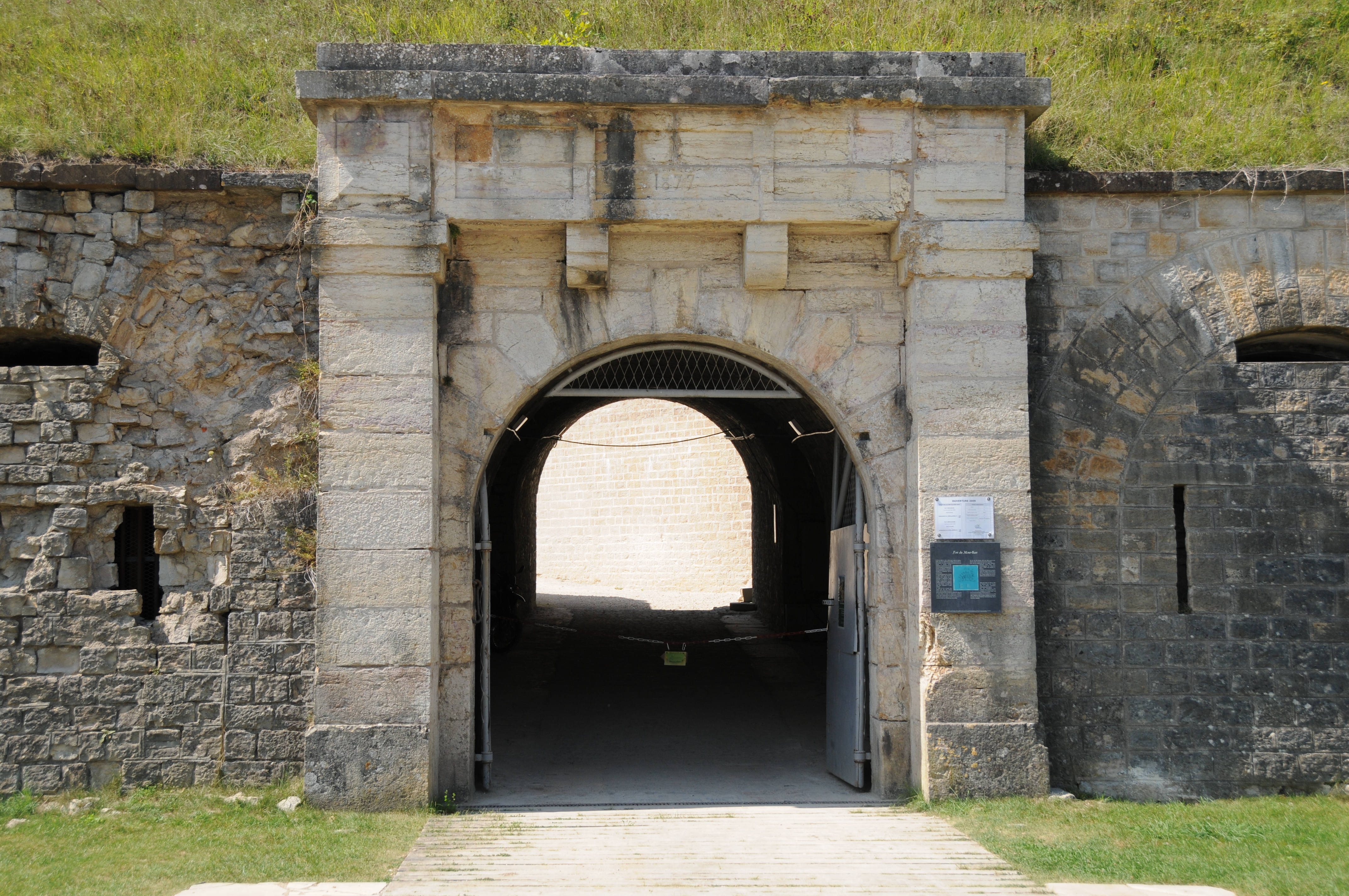
Entré till fortet.

Den strategiska betydelsen av Belforts befästningssystem blev tydlig under Fransk-tyska kriget 1870, och ökade då Alsace och Lorraine förlorades på grund av det. Frankrikes försvar förändrades på grund av gränsförflyttningen och artilleriutvecklingen under andra halvan av 1800-talet. Det nya fortet byggdes för att svara upp mot detta och för att stödja fortsystemen i närheten.

## Beskrivning
Det femkantiga fortet omgärdas av ett dike, som kaponjärer kan avfyra eld över. De centralt belägna kasernerna är nedsänkta i marken och omgärdas av skjutplatser uppe på fortet. Ovanpå fortet fanns ursprungligen flera kanoner i olika storlekar. Vid fortets entrén fanns en vindbrygga.
Mont Bart täcker omkring 3,5 hektar. Stenen som användes för att bygga fortet kommer från Bavans-stenbrotten vid massivets fot.